# کوئه‌بیکو

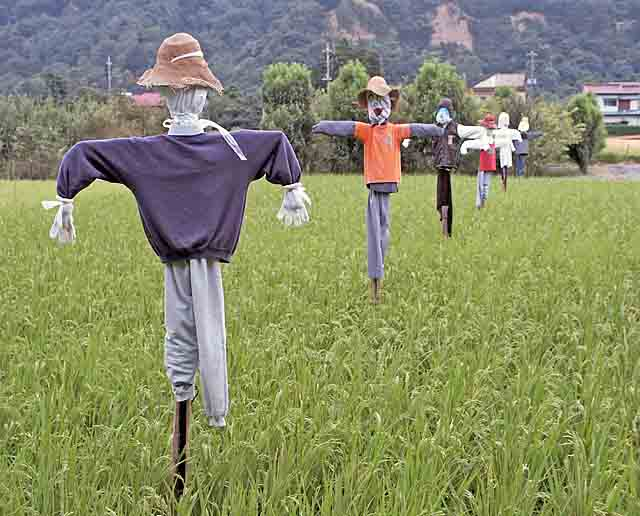
گروهی از مترسک‌های ژاپنی.

کوئه‌بیکو (انگلیسی: Kuebiko) یک کامی (خدایان شینتو) در شینتو حکمت فولکلور، دانش و کشاورزی است و در اساطیر ژاپن است که به عنوان مترسک نشان داده شده‌است. مترسک نمی‌تواند راه برود اما آگاهی همه‌جانبه دارد.